# Eremopsylloides similis
Eremopsylloides similis är en insektsart som beskrevs av Loginova 1964. Eremopsylloides similis ingår i släktet Eremopsylloides och familjen rundbladloppor. Inga underarter finns listade i Catalogue of Life.